# Klingsjön
Klingsjön är en sjö i Sävsjö kommun och Vaggeryds kommun i Småland och ingår i Lagans huvudavrinningsområde. Sjön är 10,7 meter djup, har en yta på 0,221 kvadratkilometer och är belägen 245,4 meter över havet. Sjön avvattnas av vattendraget Bodaån. Vid provfiske har abborre, gädda och mört fångats i sjön.

## Delavrinningsområde
Klingsjön ingår i det delavrinningsområde (636430-141670) som SMHI kallar för Ovan 636092-141789. Avrinningsområdets medelhöjd är 263 meter över havet och ytan är 43,39 kvadratkilometer. Det finns inga delavrinningsområden uppströms utan avrinningsområdet är högsta punkten. Bodaån som avvattnar avrinningsområdet har biflödesordning 3, vilket innebär att vattnet flödar genom totalt 3 vattendrag innan det når havet efter 212 kilometer. Delavrinningsområdet består mestadels av skog (80 procent). Avrinningsområdet har 0,99 kvadratkilometer vattenytor vilket ger det en sjöprocent på 2,3 procent.